# Puchar Polski w piłce nożnej (1965/1966)
Puchar Polski w piłce nożnej mężczyzn w sezonie 1965/1966 – 12. edycja rozgrywek, mających na celu wyłonienie zdobywcy Pucharu Polski, który uzyska tym samym prawo gry w Pucharze Zdobywców Pucharów w sezonie 1966/67. Zwycięzcą rozgrywek została Legia Warszawa, dla której był to czwarty Puchar Polski w historii klubu. 
Mecz finałowy odbył się 15 sierpnia 1966 na Stadionie im. 22 lipca w Poznaniu.

## I runda
| Drużyna 1               | Wynik | Drużyna 2                  |
| ----------------------- | ----- | -------------------------- |
| Skra Czarna Białostocka | 0:1   | Legia II Warszawa          |
| RKS Błonie              | 0:1   | Mazur Ełk                  |
| Arka II Gdynia          | 4:3   | Gwardia Olsztyn            |
| Jurand Bemowo Piskie    | 0:4   | Polonia Gdańsk             |
| Olimpia Złocieniec      | 0:5   | Arkonia Szczecin           |
| Promień Żary            | 3:0   | Warta Poznań               |
| Olimpia Poznań          | 2:0   | Stilon Gorzów Wielkopolski |
| Polonia Świdnica        | 1:2   | Stal Nysa                  |
| Pogoń Prudnik           | 2:0   | Chełmiec Wałbrzych         |
| Mień Lipno              | 0:3   | Włókniarz Łódź             |
| Włókniarz Pabianice     | 3:0   | Brda Bydgoszcz             |
| Sokół Nisko             | 0:2   | Unia Oświęcim              |
| Sandecja II Nowy Sącz   | 0:2   | Resovia                    |
| Chełmianka Chełm        | 2:6   | Star Starachowice          |
| Hutnik II Nowa Huta     | 4:3   | Hetman Zamość              |
| Iskra Kielce            | 2:7   | Wawel Kraków               |
| Jedność Michałkowice    | 2:3   | ROW Rybnik                 |
| Szombierki II Bytom     | 2:1   | Piast Gliwice              |
| AKS Chorzów             | 2:1   | Rozwój Katowice            |

## II runda
| Drużyna 1           | Wynik                 | Drużyna 2          |
| ------------------- | --------------------- | ------------------ |
| Szombierki II Bytom | 4:1                   | Victoria Jaworzno  |
| Włókniarz Pabianice | 3:1                   | Górnik Wałbrzych   |
| ROW Rybnik          | 2:1                   | Unia Racibórz      |
| Promień Żary        | 2:0 pd.               | Zagłębie Wałbrzych |
| Hutnik II Nowa Huta | 2:0                   | Stal Mielec        |
| Wawel Kraków        | 1:1 pd. k. 6:8        | Urania Ruda Śląska |
| Star Starachowice   | 1:1 pd. k. 4:3        | Start Łódź         |
| Stal Nysa           | 2:5                   | Raków Częstochowa  |
| Legia II Warszawa   | 1:4 pd.               | Cracovia           |
| AKS Chorzów         | 2:5                   | Hutnik Nowa Huta   |
| Gwardia Koszalin    | 2:4                   | Arka Gdynia        |
| Resovia             | 0:1                   | Motor Lublin       |
| Włókniarz Łódź      | 1:2 pd.               | Garbarnia Kraków   |
| Mazur Ełk           | 1:2 pd.               | Lechia Gdańsk      |
| Unia Oświęcim       | 0:0 pd. k. 4:3        | Pogoń Prudnik      |
| Arkonia Szczecin    | 3:0                   | Olimpia Poznań     |
| Polonia Gdańsk      | 1:4                   | Lech Poznań        |
| Arka II Gdynia      | 2:2 pd. dod. mecz 2:3 | Pogoń Szczecin     |

## 1/16 finału
Do rywalizacji dołączyły zespoły z I ligi.
| Drużyna 1           | Wynik   | Drużyna 2          |
| ------------------- | ------- | ------------------ |
| Pogoń Szczecin      | 4:0     | Zawisza Bydgoszcz  |
| Unia Oświęcim       | 2:0     | Polonia Bytom      |
| Lech Poznań         | 2:3     | Zagłębie Sosnowiec |
| Szombierki II Bytom | 4:1     | Wisła Kraków       |
| Hutnik II Nowa Huta | 0:2     | Ruch Chorzów       |
| Motor Lublin        | 0:4     | Gwardia Warszawa   |
| Włókniarz Pabianice | 0:5     | Szombierki Bytom   |
| Lechia Gdańsk       | 0:2     | Legia Warszawa     |
| Star Starachowice   | 3:0     | Hutnik Nowa Huta   |
| Arka Gdynia         | 0:2     | ŁKS Łódź           |
| ROW Rybnik          | 2:3     | Odra Opole         |
| Arkonia Szczecin    | 3:1     | Promień Żary       |
| Raków Częstochowa   | 9:0     | Stal Rzeszów       |
| Garbarnia Kraków    | 1:2     | GKS Katowice       |
| Śląsk Wrocław       | 5:0     | Urania Ruda Śląska |
| Cracovia            | 2:3 pd. | Górnik Zabrze      |

## 1/8 finału
| Drużyna 1           | Wynik | Drużyna 2          |
| ------------------- | ----- | ------------------ |
| Raków Częstochowa   | 3:4   | Szombierki Bytom   |
| ŁKS Łódź            | 0:2   | Legia Warszawa     |
| Arkonia Szczecin    | 2:4   | Śląsk Wrocław      |
| Szombierki II Bytom | 2:1   | Ruch Chorzów       |
| Gwardia Warszawa    | 2:4   | Zagłębie Sosnowiec |
| Odra Opole          | 1:5   | Górnik Zabrze      |
| Star Starachowice   | 2:0   | Unia Oświęcim      |
| Pogoń Szczecin      | 1:0   | GKS Katowice       |

## Ćwierćfinały
| Drużyna 1           | Wynik   | Drużyna 2          |
| ------------------- | ------- | ------------------ |
| Szombierki II Bytom | 2:1     | Zagłębie Sosnowiec |
| Śląsk Wrocław       | 0:4     | Górnik Zabrze      |
| Legia Warszawa      | 1:0 pd. | Szombierki Bytom   |
| Star Starachowice   | 1:2     | Pogoń Szczecin     |

## Półfinały
| Drużyna 1           | Wynik | Drużyna 2      |
| ------------------- | ----- | -------------- |
| Pogoń Szczecin      | 1:3   | Legia Warszawa |
| Szombierki II Bytom | 1:2   | Górnik Zabrze  |

## Finał
Spotkanie finałowe odbyło się 15 sierpnia 1966 na Stadionie im. 22 lipca w Poznaniu. Frekwencja na stadionie wyniosła 15 000 widzów. Mecz sędziował Marian Środecki z Wrocławia. Mecz zakończył się zwycięstwem Legii Warszawa 2:1 po dogrywce. Bramki dla Legii strzelili Lucjan Brychczy w 36. minucie oraz Bernard Blaut w 120. minucie. Bramkę dla Górnika zdobył Rainer Kuchta w 57. minucie. 
| 15 sierpnia 1966 | Legia Warszawa · Brychczy 36' · Blaut 120' | 2:1 (dogr.)1:0Raport | Górnik Zabrze · Kuchta 57' | Stadion im. 22 lipca, Poznań Widzów: 15 000 Sędzia: Marian Środecki (Wrocław) |
|                  |                                            |                      |                            |                                                                               |

| LEGIA WARSZAWA  |  |                      |
|                 |  |                      |
|                 |  |                      |
| BR              |  | Władysław Grotyński  |
| OB              |  | Henryk Grzybowski    |
| OB              |  | Jacek Gmoch          |
| OB              |  | Horst Mahseli        |
| OB              |  | Jerzy Jan Woźniak    |
| PO              |  | Bernard Blaut        |
| PO              |  | Andrzej Zygmunt      |
| PO              |  | Wiesław Korzeniowski |
| NA              |  | Janusz Żmijewski     |
| NA              |  | Lucjan Brychczy      |
| NA              |  | Henryk Apostel       |
| Trener:         |  |                      |
| Longin Janeczek |  |                      |

| GÓRNIK ZABRZE |  |                      |  |         |
|               |  |                      |  |         |
| BR            |  | Jan Gomola           |  |         |
| OB            |  | Norbert Gwosdek      |  |         |
| OB            |  | Stanisław Oślizło    |  |         |
| OB            |  | Stefan Florenski     |  |         |
| OB            |  | Edward Olszówka      |  |         |
| PO            |  | Rainer Kuchta        |  |         |
| PO            |  | Zygfryd Szołtysik    |  |         |
| PO            |  | Jan Gerard Kowalski  |  |         |
| NA            |  | Erwin Wilczek        |  | Zejście |
| NA            |  | Włodzimierz Lubański |  |         |
| NA            |  | Jerzy Musiałek       |  |         |
| Rezerwowi:    |  |                      |  |         |
| NA            |  | Piotr Strączek       |  | Wejście |
| Trener:       |  |                      |  |         |
| Géza Kalocsay |  |                      |  |         |

| Puchar Polski (1965/66)      |
| ---------------------------- |
| Legia Warszawa Czwarty Tytuł |